# 7330 Annelemaître
7330 Annelemaître là một tiểu hành tinh vành đai chính với chu kỳ quỹ đạo là 1320.7585865 ngày (3.62 năm).
Nó được phát hiện ngày 15 tháng 10 năm 1985.